# Arnold Gehlen
Arnold Karl Franz Gehlen, född 29 januari 1904 i Leipzig, död 30 januari 1976 i Hamburg, var en tysk konservativ filosof, antropolog och sociolog.
Gehlen, som har influerat många neokonservativa teoretiker och tänkare, anslöt sig till NSDAP 1933 och hade en framgångsrik karriär inom Leipzigskolan under ledning av Hans Freyer. Under efterkrigstiden fortsatte han som konservativ teoretiker.
I Moral und Hypermoral (1969) beskriver han människan som ofärdig, bristfällig och den nödvändiga fastheten och meningsfullheten är enligt honom alltför svår för den enskilda individen att skapa och upprätthålla. Hon kan inte se eftersom världen är tom och meningslös. Därför krävs det starka och permanenta institutioner som kan ingjuta mening, avlasta individen och ställa upp eftersträvansvärda normer.